# 장시린
장시린(중국어 간체자: 张晞临, 정체자: 張晞臨, 병음: Zhāng Xīlín, 한자음: 장희림, 1966년 7월 8일 ~ )은 중국의 배우이다.

## 학력
- 상하이 희극학원 (졸업)

## 출연작

### 드라마
- 2013년 장쑤 위성 텔레비전 행복극장 《X여특공》 - 고의산 역
- 2013년 후난위성텔레비전 금응독파극장 《찰문결혼파》 - 노장 역
- 2014년 장쑤 위성 텔레비전 행복극장 《이혼률사》 - 극품장부 역
- 2016년 후난위성텔레비전 금응독파극장 〈찰문상애파〉 - 강교 역
- 2017년 동방 위성 텔레비전 몽상극장 《여명결전》 - 김우헌 역
- 2017년 후난위성텔레비전 금응독파극장 《인민의 명의》 - 차이청공 역
- 2017년 후난위성텔레비전 금응독파극장 《엽장》 - 살총 역
- 2018년 동방 위성 텔레비전 동방극장 《귀거래》 - 성위 역
- 2019년 CCTV-8 황금강당극장 《파빙행동》 - 마운파 역
- 2019년 베이징 텔레비전 품질극장 《노주관》 - 고선생 역
- 2019년 동방 위성 텔레비전 동방극장 《정영율사》 - 초은 역
- 2020년 CCTV-1 제일특약극장 《천애열토》 - 포극동 역
- 2020년 CCTV-8 황금강당극장 《스치하이》 - 장지존 역
- 2020년 동방 위성 텔레비전 동방극장 《재일기》 - 노진 역
- 2020년 후난위성텔레비전 금응독파극장 《이가인지명》 - 링허핑 역
- 2020년 후난위성텔레비전 금응독파극장 《인민적정의》 - 진장청 역
- 2021년 CCTV-8 황금강당극장 《첨밀》 - 완바이친 역
- 2021년 후난위성텔레비전 금응독파극장 《광망》 - 저주인 역
- 2021년 아이치이 웹드라마 《풍기낙양》 - 류양 역
- 2022년 후난위성텔레비전 금응독파극장 《빙란일편풍운기》 - 맹무염 역
- 2023년 텐센트 웹드라마 《삼분야》 - 리융바오 역